# Stiftskirche Lahr

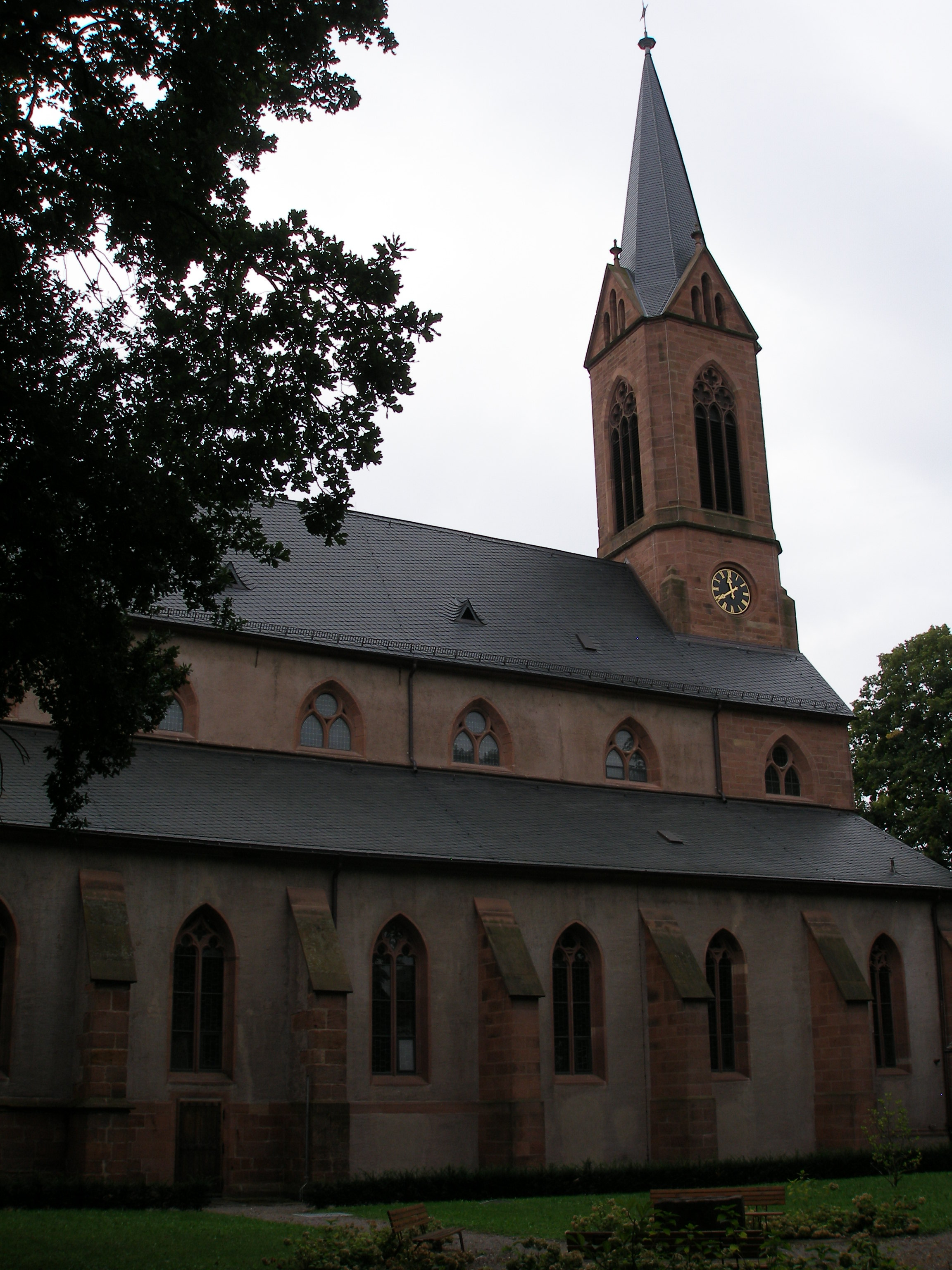
Stiftskirche Lahr

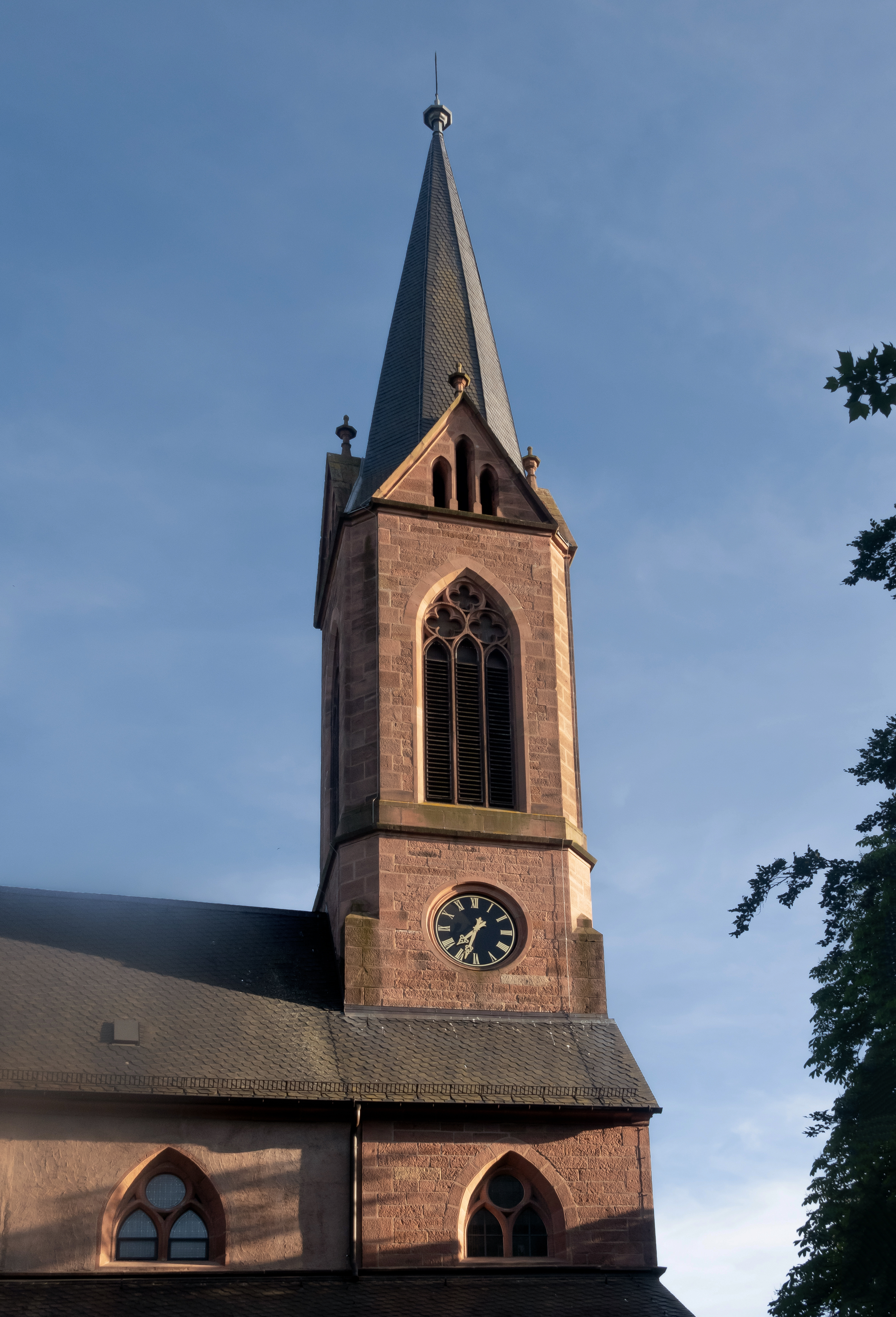
Turm der Stiftskirche

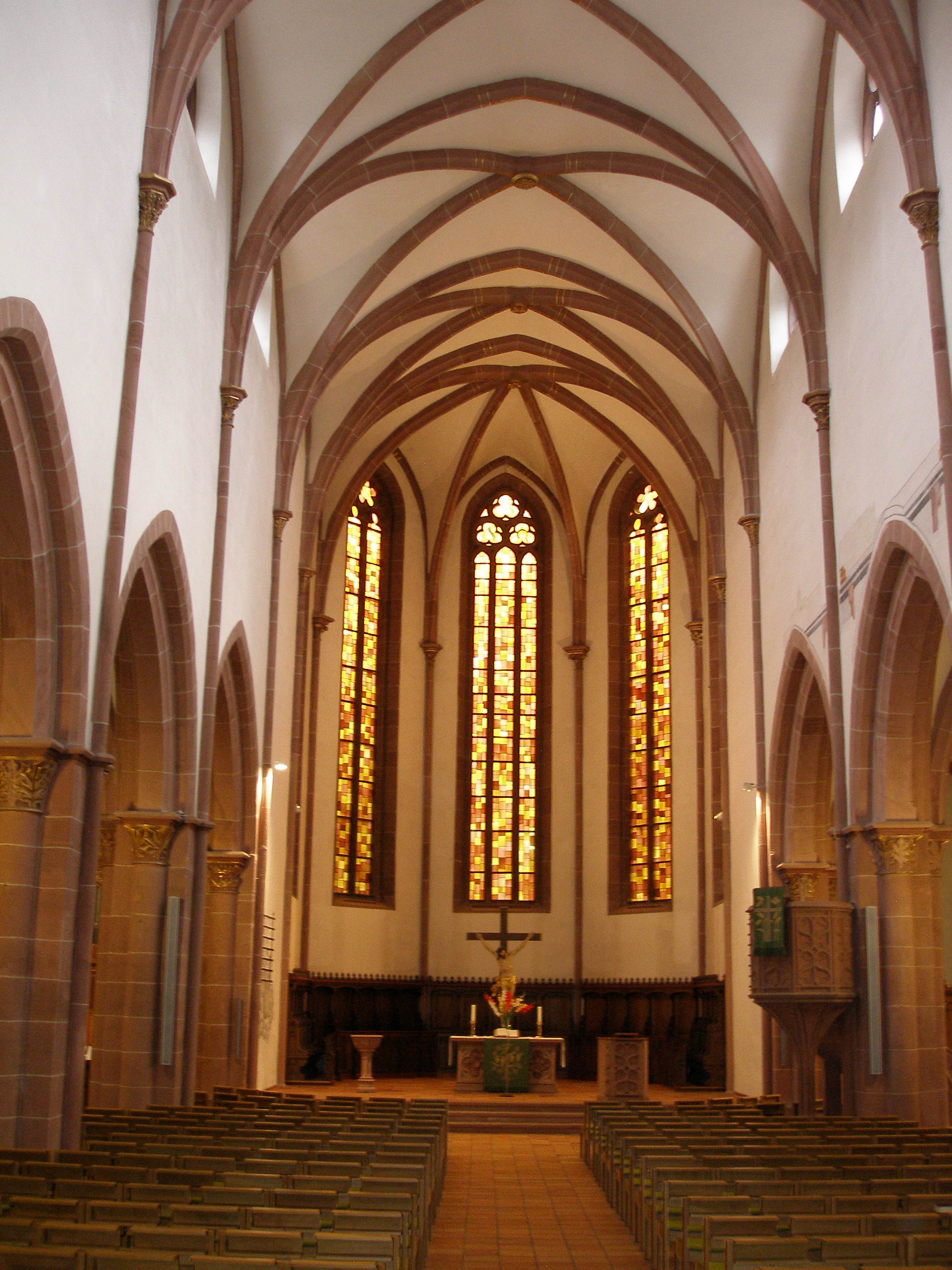
Innenansicht nach Osten

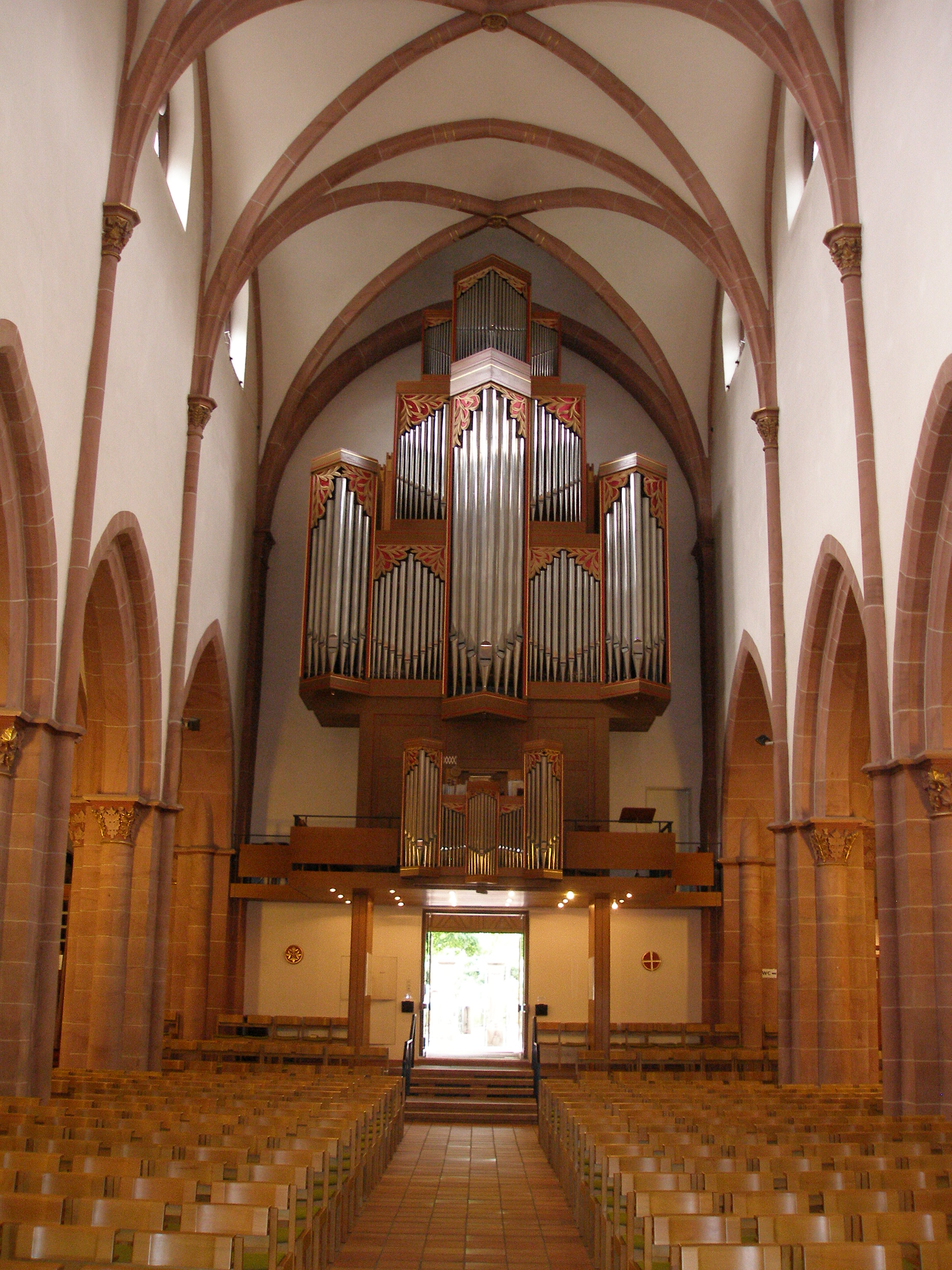
Innenansicht nach Westen

Die evangelische Stiftskirche Lahr (auch: Unserer Lieben Frau) ist eine frühgotische Basilika in Lahr/Schwarzwald im Ortenaukreis in Baden-Württemberg. Sie gehört zur evangelischen Kreuzgemeinde Lahr im Kirchenbezirk Ortenau der Evangelischen Landeskirche in Baden.

## Geschichte
Im Jahr 1259 gründete Walter von Geroldseck in der Nähe seiner Burg das Spitalkloster Unserer Lieben Frau der Augustiner-Steigerherren. Es lag östlich vor der damaligen Siedlung Lahr. Das Spital wurde etwa 100 Jahre später vom Kloster getrennt und in die Stadt verlegt, das Kloster 1482 in ein weltliches Stift umgewandelt. Mit Einführung der Reformation 1558 wurde das Stift aufgehoben. Die ehemalige Klosterkirche ist seit 1482 Pfarrkirche.
Der erste Bauabschnitt begann mit der Errichtung der Ostteile bis zum zweiten Joch von Osten, anschließend erfolgte eine Verlängerung um ein Joch nach Westen. Der ursprüngliche Turm war auf das Jahr 1412 datiert. Im Jahr 1851 wurde das Bauwerk durch Friedrich Eisenlohr umgebaut, nach Westen verlängert und in den Formen des ersten Bauabschnittes einheitlich überarbeitet. Das im Zweiten Weltkrieg (März/April 1945) durch Artilleriebeschuss schwer beschädigte Bauwerk wurde 1956 wiederhergestellt.
Im Jahr 2008 wurden eine Außenerneuerung und bauliche Sicherungsmaßnahmen vorgenommen.

## Architektur
Die Kirche ist eine fünfjochige, dreischiffige Basilika mit einem schmalen Vorchorjoch, einem Chor mit Fünfachtelschluss und gerade geschlossenen Seitenkapellen in der Verlängerung der Seitenschiffe. Im Westen ist eine zum Langhaus hin offene Vorhalle in Jochtiefe eingerichtet. Der eingezogene Turm wurde zusammen mit der Fassade unter Verwendung der gotischen Portale im Jahr 1877 erneuert. Der Außenbau ist mit Strebepfeilern versehen, von denen die am Chor und die vier östlichen auf der Nordseite aus dem Mittelalter stammen, die restlichen wurden 1851 erneuert.
Im Innern entspricht die Raumaufteilung der Kirche des ersten Bauabschnitts. Vor 1851 war das Bauwerk nur bis zum zweiten Joch von Osten eingewölbt, das Mittelschiff nur bis zum ersten Joch. Der nach Westen flachgedeckte Raum wurde 1851 konsequent entsprechend dem ersten gotischen Bauabschnitt vereinheitlicht und eingewölbt. Im Langhaus sind spitzbogige Arkaden mit abgetreppten und abgefasten Bögen zu finden. Die Hochschiffwand ist ungegliedert und zeigt nur sehr kleine, hoch ansetzende Fensteröffnungen. Der Aufbau der Stützen entspricht fast noch den romanischen Formen mit weiten Bogenstellungen und einem quadratischen Pfeilerkern mit vorgelegten Halbsäulen. Zum Gewölbe hin steigen schlanke, vermutlich mittelalterliche Dienste auf. Die Kreuzrippengewölbe in den Seitenschiffen zeigen waagerechte, im Mittelschiff ansteigende Scheitel. Die Rippen sind abgeschrägt. Das Motiv der tellerförmigen, auskragenden Basen, die mit kleinen Konsolen mit dem Sockel verbunden sind, ist von der Bauhütte des Straßburger Münsters herzuleiten. Die Kapitelle in Kelchform sind mit Knospen- und Blattwerk geschmückt, nur diejenigen im Chor sind noch mittelalterlich.
Architekturgeschichtlich sind vor allem die östlichen Teile der Klosterkirche bis zum zweiten Joch von Bedeutung, deren gotische Formen (soweit sie authentisch sind) zusammen mit denjenigen der Klosterkirche von Allerheiligen als die frühesten am Oberrhein gelten können.

## Ausstattung
Die schlichte Ausstattung ist neugotisch. Die Orgel ist ein Werk der Firma Orgelbau Mühleisen aus den Jahren 1966 bis 1972, das 1997 renoviert und erweitert wurde. Sie hat 50 Register auf vier Manualen und Pedal. Auf dem Friedhof sind zahlreiche historische Grabsteine erhalten.